# Medved Pu
Medved Pu (Winnie-the-Pooh) je izmišljeni medved, junak v knjigah Alana Alexandra Milneja. Knjiga je nastala leta 1926.